# NGC 23
NGC 23 je spirální galaxie vzdálená od nás zhruba 212 milionů světelných let v souhvězdí Pegase. Na tmavé obloze by neměl být problém ji spatřit šestipalcovým (15,24cm) dalekohledem.